# Guillermo de Auxerre
Guillermo de Auxerre (Auxerre, 1150 - Roma, 1231) fue un filósofo y teólogo católico franceses del siglo XIII.

## Biografía
Guillermo de Auxerre fue un probable alumno de Ricardo de San Víctor y fue más influencado por Prepositinus de Cremona, canciller de la Universidad de París de 1206 a 1209. Tomás de Aquino menciona ambos los estudiosos en la misma proposición.
Fue archidiácono de Beauvais (Francia) y subsecuentemente fue nominado profesor de teología a la Universidad de París.
En 1231 fue convocado por el papa Gregorio IX en la comisión encargada de elegir los escritos de Aristóteles en relación con los ciencias naturales y la conformidad de ellos a la doctrina católica, proponiendo correcciónes en los casos que él consideraba necesarios u oportunos. Entonces, Guillermo fue uno de los primeros teólogos que fueron influenciados por la filosofía aristotélica.
Su Summa áurea mostró una deuda con Pedro Lombardo, expuso una versión de l'argumento ontológico y enfatizó la importancia de la ciencia natural con una intensidad sin precedentes.

## Obras
Su obra más importante fue la Summa aurea in quattuor libros sententiarum, publicada ente 1215 y 1220, conocida como Summa áurea, un comentario a los Libri Quattuor Sententiarum de Pedro Lombardo, que eran un compendio de menciones relevantes de los Padres de la Iglesia y de otros acreditados autores cristianos.
La Summa áurea describió las cuestiónes relativas a la Santísima Trinidad, a la creación, al Juicio Final y a los Sacramentos católicos.
Guillermo de Auxerre fue un conocedor del averroísmo filosófico y científico, cuya difusión en 1225 está atestiguada en los escritos de Roberto Grosseteste, mediadas por las traducciones del árabe y del griego antiguo al latín que, a lo largo de aquellos años, el alquimista y astrólogo Miguel Escoto estaba realizando en el palacio del rey Federico II de Suabia en Palermo.
Él escribió además un comentario al Anticlaudianus de Alain de Lille y una Summa de officiis ecclesiasticis, dedicada al estudio de las liturgias, de la oración, de los sacramentos, de las lecturas e de los cantos que pertenecen a la misa.
La Summa de officiis ecclesiasticis constituyó la base para el Rationale divinorum officiorum de Guillermo Durando, compuesto compuesto al final del siglo XIII.